# Hermann Schmidt Metallblasinstrumente
Die in Markneukirchen ansässige Firma Hermann Schmidt Metallblasinstrumente (kurz: HSM) zählt zu den wenigen überlebenden traditionellen Instrumentenbaubetrieben des Vogtlands, die bis heute in Handarbeit Musikinstrumente herstellen. Sie wurde nach eigenen Angaben 1978 von Hermann Schmidt zunächst als reiner Reparaturbetrieb für Blechblasinstrumente gegründet. Schmidts Vorfahren waren als Mundstückdreher 1896 aus Franken ins Vogtland übersiedelt.
Zur Produktpalette zählen Trompeten, Flügelhörner, Kornette, Posaunen, Jagdhörner, Tenorhörner, Baritone und Tuben.
HSM leistete 2002/03 einen entscheidenden Beitrag zur Entwicklung einer modernen Ophikleide.
Für eine Basstrompete in C erhielt HSM 2011 den Deutschen Musikinstrumentenpreis. Zur Entwicklung einer Doppeltuba, die umschaltbar eine Basstuba in F und eine Kontrabasstuba in B in einem Profiinstrument vereint, erhielt HSM 2011 eine Förderung vom Bundesministerium für Wirtschaft und Technologie in Höhe von rund 27.000 Euro.